# Los ojos dejan huellas
Los ojos dejan huellas és una pel·lícula espanyola de suspens de 1952, dirigida per José Luis Sáenz de Heredia. Protagonitzada per l'actor italià Raf Vallone i la seva dona Elena Varzi. És una coproducció amb Itàlia, on es va titular Uomini senza pace ("Homes sense pau").

## Reparto
- Raf Vallone - Martín Jordán
- Elena Varzi - Berta
- Julio Peña - Roberto Ayala
- Fernando Fernán Gómez - el agente Díaz
- Emma Penella - Lola
- Félix Dafauce - comissari Ozalla

## Premis
Vuitena edició de les Medalles del Cercle d'Escriptors Cinematogràfics
| Categoria                | Nominats                   | Resultat   |
| ------------------------ | -------------------------- | ---------- |
| Millor pel·lícula        | Millor pel·lícula          | Guanyadora |
| Millor director          | José Luis Sáenz de Heredia | Guanyador  |
| Millor actriu secundària | Emma Penella               | Guanyadora |
| Millor fotografia        | Manuel Berenguer           | Guanyador  |
| Millor guió              | Carlos Blanco              | Guanyador  |